# روبرت گال
روبرت گال (به انگلیسی: Róbert Gál) ژیمناست زادهٔ ۳۰ مارس ۱۹۷۹ میلادی اهل کشور مجارستان است.